# Hesperaloe parviflora
Hesperaloe parviflora ist eine Pflanzenart der Gattung Hesperaloe in der Familie der Agavengewächse. Das Epitheton der Art bedeutet „kleinblütig“. Englische Trivialnamen sind „Red Hesperaloe“ und „Red Yucca“.

## Beschreibung
Hesperaloe parviflora formt Klumpen von 50 bis 120 cm Durchmesser. Die gedrehten, variablen, flexiblen, fein lanzettenförmigen, linealischen grünen dünnen Laubblätter sind 30 bis 120 cm lang und 1 bis 2 cm breit. Die kurzen weißen bis grauen gedrehten Randfasern sind 3 bis 6 cm lang.
Der Blütenstand wird 1 bis 3 m hoch. Er ist gewöhnlich in der oberen Hälfte verzweigt. Die röhrenförmigen bis länglich glockenförmigen, rosaroten, salmonfarbenen (in Kultur gelben, cremefarbenen) Blüten sind 25 bis 35 mm lang. Die Blühperiode reicht wie bei Hesperaloe campanulata von April bis Oktober.
Die bei Reife 30 bis 40 mm langen, 25 bis 30 mm breiten holzigen Kapseln sind eiförmig bis länglich.  Die schwarzen Samen sind 9 bis 10 mm lang, 6 bis 8 mm breit und 1 mm dick.

## Verbreitung und Systematik
Hesperaloe parviflora ist in Mexiko im Bundesstaat Coahuila und in den Vereinigten Staaten im Bundesstaat Texas auf dem Edwards Plateau in Wüstengebieten und Chaparral-Zonen in 500 bis 2000 m Höhe angesiedelt. Die Art wächst vergesellschaftet mit Dasylirion texanum und verschiedenen Agaven- und Kakteenarten. Die caespitose Hesperaloe parviflora subsp. parviflora hat das größte Verbreitungsgebiet der Gattung.
Die gültige Beschreibung durch John Merle Coulter unter dem Namen Hesperaloe parviflora ist 1894 veröffentlicht worden. Ein Synonym ist Yucca parviflora Torr.
Die Art ist in Deutschland  bis minus 18 °C frosthart. Starr berichtet von Naturhybriden mit Hesperaloe funifera und Hesperaloe nocturna.
Man unterscheidet zwei Unterarten:
- Hesperaloe parviflora subsp. bechtoldii Hochstätter: Sie kommt im nordwestlichen Coahuila vor.[4]
- Hesperaloe parviflora subsp. parviflora: Sie kommt im südwestlichen Texas vor.[4]

## Bilder

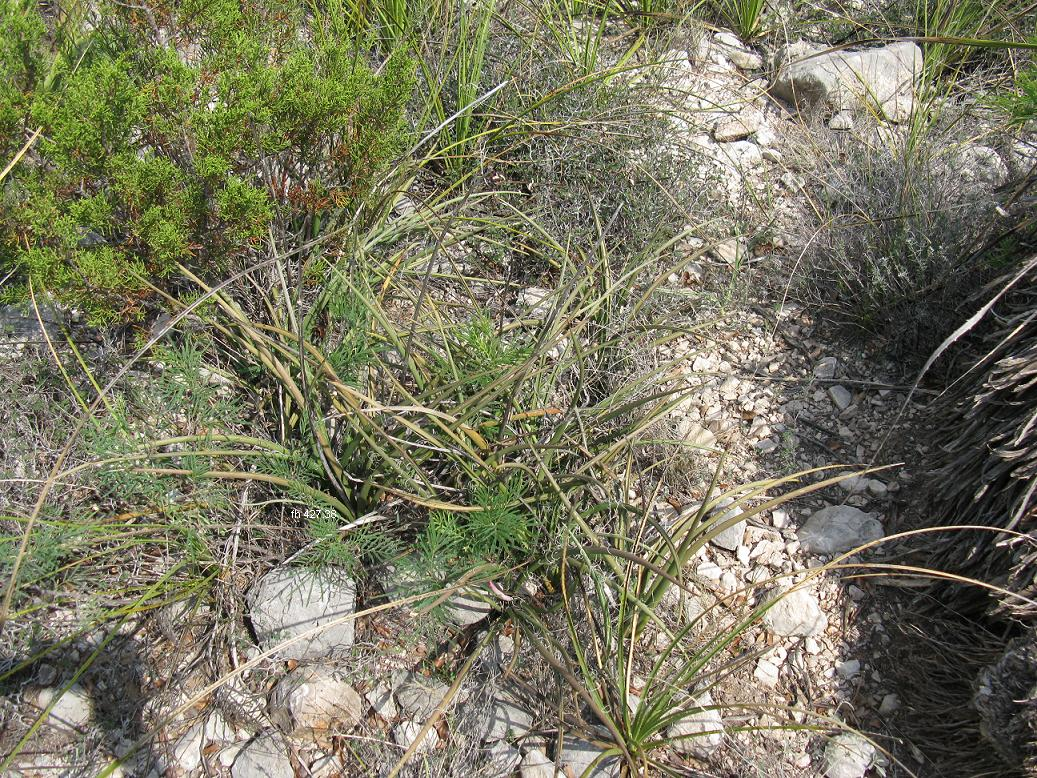
Hesperaloe parviflora und Dasylirion texanum in Dolan Falls Texas
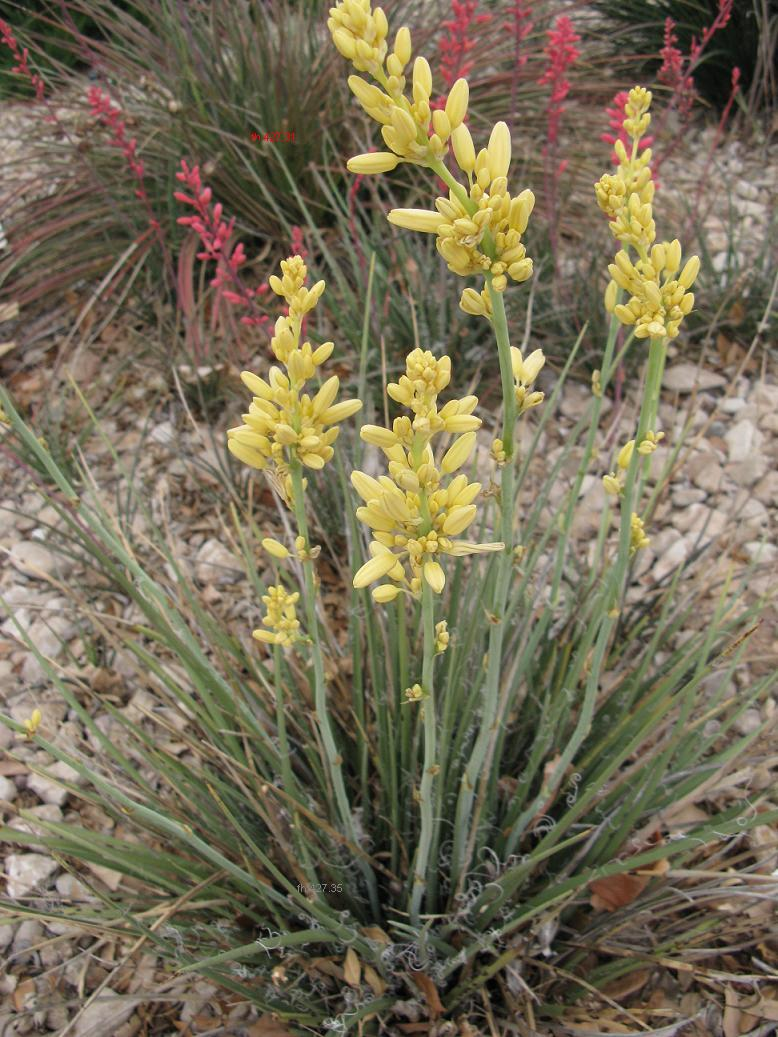
Hesperaloe parviflora Kulturpflanze selten gelbblühend
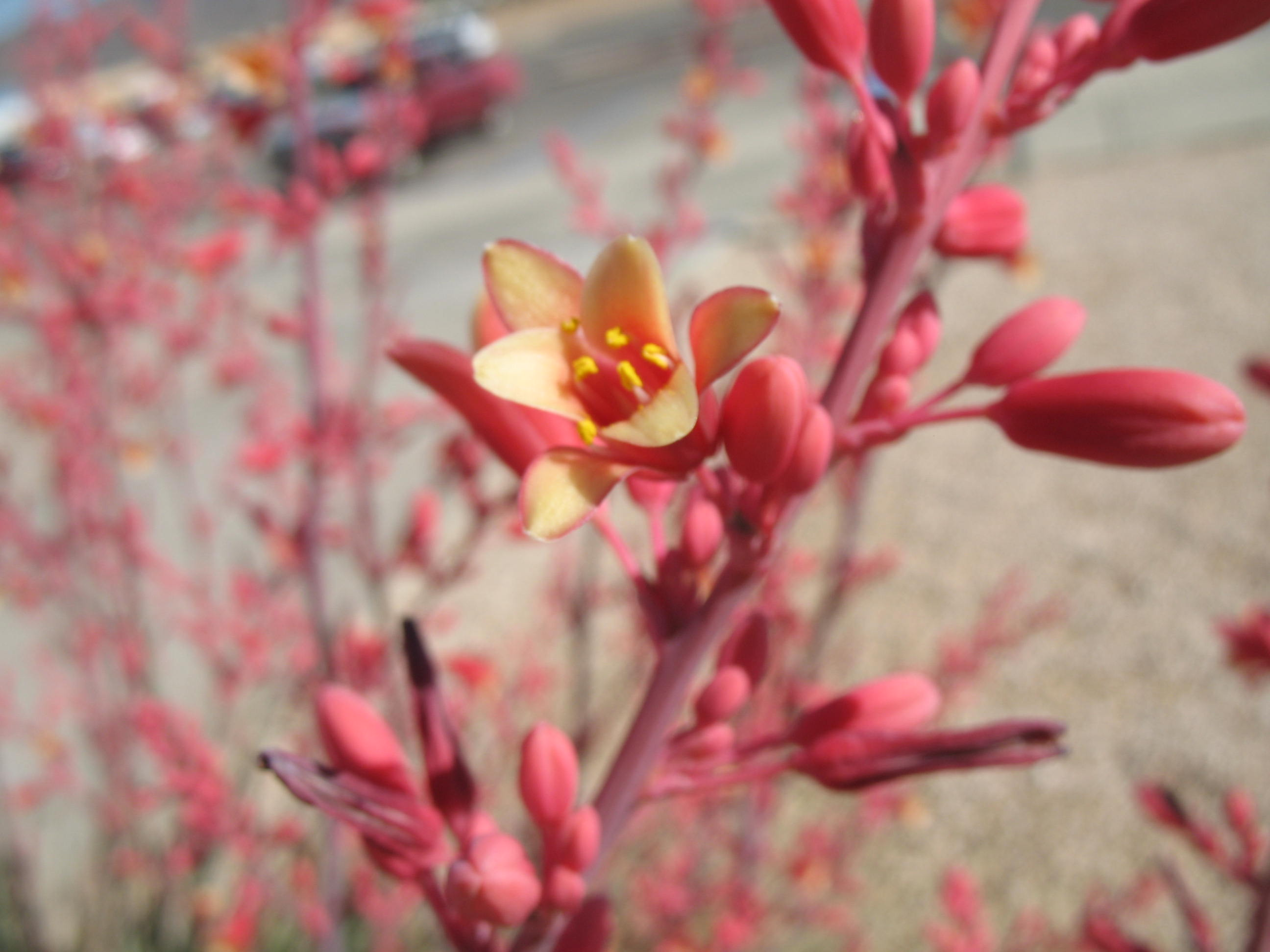
Hesperaloe parviflora Blütenansicht